# تسمية ثلاثية

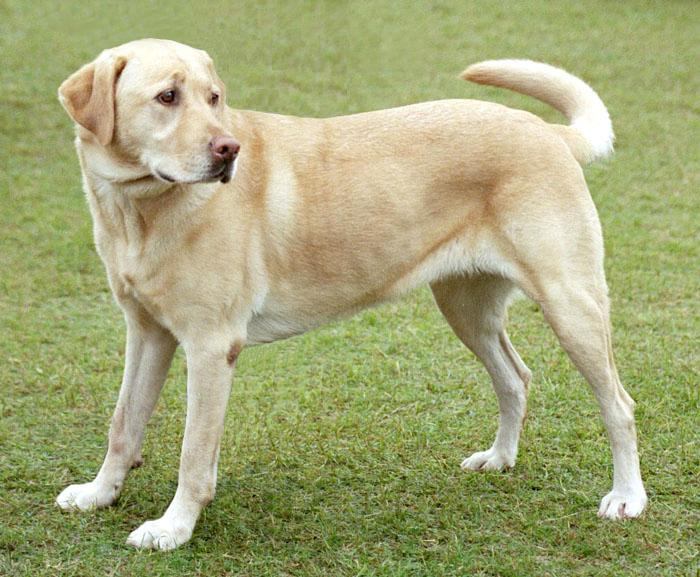

التسمية الثلاثية في علم الأحياء والحيوان هي تسمية الأصنوفات التي تحت المرتبة للدلالة على النويع، وهي من ثلاثة أجزاء. فمثلا الأسد البربري اسمه الثلاثي بانتيرا ليو ليو (Panthera leo leo) حيث أن الاسم الثنائي بانتيرا ليو (Panthera leo) هو لعامة الأسود.